# Invasione atto finale
Invasione atto finale (Worldwar: Striking the Balance) è un romanzo di fantascienza ucronica di Harry Turtledove del 1996 che costituisce la quarta e ultima parte del Ciclo dell'invasione (Worldwar), seguito dal Ciclo della colonizzazione.
In questo libro, mentre la Razza oscilla tra procedere alla distruzione totale e continuare le ostilità, l'umanità resiste ostinatamente.

## Trama
All'inizio del 1944, la battaglia di Chicago è terminata con le forze della Razza decimate come effetto di una bomba atomica statunitense detonata nel cuore della città, distrutta per la maggior parte. Le forze tedesche nell'Europa occidentale hanno impedito con successo alla Razza di raggiungere il Reno e stanno cercando di contrattaccare in Polonia dopo un attacco nucleare su Breslavia. I Sovietici sono riusciti a fermare l'assalto della Razza a Mosca e accettano la resa di un gruppo di soldati alieni disillusi. Dopo un tentativo d'invasione terrestre del Regno Unito, il Primo Ministro Winston Churchill ha inflitto alla Razza un'ingente sconfitta usando gas mostarda, recuperando molta tecnologia aliena abbandonata e ispirando le altre nazioni a usare gas velenosi.
Gli Stati Uniti tentano di usare a proprio vantaggio la tecnologia catturata alla razza in uno sforzo di creare missili balistici in una base militare a Couch nel Missouri. Il sergente Yeager cerca di aiutare Robert Goddard e altri scienziati in questa ricerca interrogando gli alieni prigionieri. In questo momento Yeager è divenuto un esperto traduttore del linguaggio della Razza, cosa che lo rende una risorsa inestimabile per Goddard. Durante il suo lavoro, Yeager ha sviluppato un'amicizia con due dei prigionieri alieni, Ristin e Ulhass. Entrambi mostrano una preoccupante adattabilità agli usi e costumi americani, imparando a giocare a baseball e adottando un gergo umano, assieme ad una sorprendente disponibilità ad aiutare i loro carcerieri umani.
La Razza ha apparentemente perso interesse a Chicago e cerca invece di conquistare Denver. Il capitano Rance Auerbach è tra i soldati dell'esercito americano a cui è stato ordinato di tentare di fermare la nuova offensiva. Tuttavia, le superiori potenza di fuoco e mobilità della Razza fanno a pezzi la resistenza americana con una relativa facilità. Durante i combattimenti, Rance viene gravemente ferito e reso inoffensivo. Si sveglia in un ospedale per rifugiati per scoprire che la razza sta avanzando rapidamente verso Denver. Il generale Omar Bradley prepara le difese attorno a Denver che, in quanto sito del programma nucleare bellico americano, dev'essere difesa ad ogni costo. Fortunatamente, il generale di brigata Groves e il laboratorio metallurgico riescono a realizzare una bomba atomica che usano per fermare la Razza. Il signore di flotta Atvar prende in considerazione un attacco a nucleare su Denver come rappresaglia, ma decide di non farlo perché il fallout danneggerebbe le forze della Razza. Ordina invece la detonazione di una bomba sulle linee del fronte in Florida, causando il collasso dell'intero assetto delle forze americane nello stato. Gli Americani sono sconvolti dalla recente morte del presidente Franklin Delano Roosevelt e Atvar spera che questo provochi una crisi per la successione, stroncando gli Stati Uniti; tuttavia, ciò non succede e la presidenza viene regolarmente trasferita al segretario di Stato Cordell Hull.
L'esercito americano, sotto il comando del generale George Patton, lancia una controffensiva a valle del fiume Mississippi, liberandolo lentamente dalla Razza. Essi fanno in modo di raggiungere Quincy nell'Illinois, ma cominciano a metterci più tempo e ad avere più perdite del previsto man mano che vi si avvicinano. Vengono anche lanciati contro la Razza i primi missili balistici americani, sebbene questi siano così primitivi e rudimentali da fare pochi danni agli invasori. Molti di questi missili sono distrutti facilmente dai sistemi antimissilistici della Razza, ma le sue scorte di armi di questo tipo sono basse poiché la Razza ne ha già consumate molte per abbattere i missili tedeschi. La velocità con cui gli Americani e i Tedeschi hanno sviluppato tali armi sbalordisce e terrorizza la Razza.
In Polonia, la Wehrmacht continua la sua avanzata a est verso Łódź. Tuttavia, inoltrandosi sempre più nel territorio polacco, essa incontra partigiani ebrei le cui simpatie inclinano verso la Razza. Mordechai Anielewicz e i suoi seguaci ebrei non si fidano dei nazisti e non vogliono vederli controllare la Polonia, ma nemmeno vogliono vedere la Razza dominare il mondo. Questa situazione è esacerbata dalla cognizione che anche le forze sovietiche in Ucraina si stanno facendo strada verso la Polonia. Nessuno è sicuro di quello che succederà se e quando la Wehrmacht e l'Armata Rossa s'incontreranno sul campo di battaglia.
Il colonnello Heinrich Jäger, un comandante di carri armati che ha avuto un'esperienza con i partigiani, fa in modo di convincere Anielewicz che le forze tedesche non ripeteranno la loro precedente persecuzione degli Ebrei. Per un certo periodo, la Wehrmacht e i partigiani collaborano contro la Razza.
La Kriegsmarine distrugge Alessandria d'Egitto con una bomba atomica a bordo di un U-Boot Tipo XXI Elektroboot.  Questo attacco sconvolge la Razza, sia perché essa non era consapevole dell'esistenza del Tipo XXI e non si era accorta che la bomba fosse stata trasportata abbastanza vicino ad Alessandria da distruggere la città, sia per la prossimità alla sua capitale Il Cairo; come rappresaglia Copenaghen viene distrutta.
Sulla scia dei recenti sviluppi, in particolare di un attacco nucleare sovietico sulle forze della Razza a Saratov, il signore di flotta Atvar accetta d'incontrarsi con diplomatici umani sovietici, britannici, tedeschi, giapponesi e statunitensi allo scopo di negoziare un armistizio. Vjačeslav Molotov, Joachim von Ribbentrop, Anthony Eden, Shigenori Tōgō e George Marshall si recano al Cairo per i negoziati. Tuttavia, le possibilità della pace sono messe in serio pericolo quando Hitler progetta segretamente di riprendere le ostilità lanciando un attacco a sorpresa sulla Razza in Polonia.
Jäger è sollevato dalla cessazione delle ostilità e spera che ciò porti ad una pace duratura. Tuttavia, Hitler manda degli agenti delle SS in Polonia sotto Otto Skorzeny, che immediatamente provocano frizioni tra gli abitanti locali polacchi i partigiani ebrei e la Wehrmacht. A Jäger, Skorzeny fa delle confidenze private che alludono al fatto che Hitler non ha assolutamente abbandonato il progetto della Soluzione finale.
Jäger inizia a nutrire una crescente sfiducia nei confronti di Skorzeny e cerca d'impedire che le SS e i nazisti si rivolgano contro i partigiani ebrei. Egli stabilisce una linea di comunicazione coi partigiani tramite un contadino polacco di nome Karol. Quando Jäger apprende che Hitler sta progettando di usare i negoziati al Cairo come una distrazione per far esplodere una bomba atomica a Łódź, ne rimane sconvolto e disgustato. Jäger fa giungere notizia della bomba a Mordechai attraverso Karol. Mordechai e i suoi compagni fanno in modo di trovare e smantellare l'arma. La Wehrmacht si mette in posizione per l'offensiva. Quando Skorzeny attiva il detonatore, non accade nulla. Furioso, Skorzeny entra a Łódź per risolvere il problema.
Al Cairo, un agitato Joachim von Ribbentrop annuncia la decisione del suo governo di continuare la guerra ai confusi delegati. Ribbentrop è rincuorato quando Atvar gli dice che non sono stati fatti rapporti su un attacco in Polonia.
Quando Jäger trova Karol torturato a morte con le rune SS marchiate a fuoco sul suo petto e la sua moglie e figlia brutalmente violentate e uccise, comprende che la sua copertura è saltata. Poco dopo essere tornato al suo accampamento, viene arrestato e interrogato da uomini delle SS.
Da qualche parte in Polonia, Ludmila Gorbunova ha un incidente in fase d'atterraggio mentre cerca di portare dei rifornimenti ai partigiani, poiché questi si sono dimenticati di un albero di pino in mezzo alla pista, contro il quale essa si scontra danneggiando il proprio velivolo. Essa ottiene poco o nessun aiuto dagli abitanti del posto, che sono in gran parte incapaci o contrari ad aiutare una pilota sovietica. Un partigiano ebreo di nome riesce però ad aiutarla a trovare un Fieseler Storch funzionante. Ludmila decolla con l'intenzione di tornare in Unione Sovietica dopo il suo prolungato soggiorno in Estonia.
Per un'incredibile coincidenza, Ludmila arriva in un campo d'aviazione nello stesso luogo in cui Jäger è tenuto prigioniero. L'equipaggio del carro armato di Jäger riconosce Ludmila come la donna con cui ha una relazione. Temendo ciò che accadrà al loro comandante se sarà interrogato dalle SS, essi la informano riguardo alla sorte di lui e le chiedono aiuto. Essa offre prontamente la sua assistenza. I soldati della Wehrmacht uccidono le SS di guardia a Jäger e lo conducono all'aeroplano di Ludmilla. I due decollano prima che qualcuno si accorga che Jäger è fuggito.
Jäger spiega a Ludmila il piano di Hitler ed essi si dirigono a Łódź, dove prendono contatto con Mordechai e gli raccontano di Skorzeny. I tre si recano nell'edificio in demolizione dove la bomba è sorvegliata dai partigiani, trovando morta la guardia ebrea. Mentre entrano nell'edificio, Skorzeny li attacca con gas nervino e mitragliatrice. Jäger ha con sé un kit di pronto soccorso con un antidoto per la tossina che inietta a sé stesso, a Ludmila e a Mordechai. Essi uccidono Skorzeny ed evitano l'esplosione della bomba.
Al Cairo, la Razza raggiunge un accordo con le potenze umane. La Razza si ritirerà completamente dai territori che erano sotto il controllo degli Stati Uniti, dell'Unione Sovietica e del Terzo Reich nel 1942, con l'eccezione della Polonia, che la Razza intende tenere come stato cuscinetto tra il Reich e l'URSS. Atvar desidera sospendere le ostilità con Germania, URSS, USA, Gran Bretagna e Giappone, ma non ha intenzione di restituire al Regno Unito alcun territorio dell'Impero britannico, tranne il Canada (che la Razza considera inabitabile per il suo clima rigido), Terranova (che si unisce al Canada) e la Nuova Zelanda (che è stata risparmiata per l'attitudine della Razza a trascurare le isole). L'Australia è stata completamente conquistata dopo il bombardamento atomico di Sydney e Melbourne. Con questo, la guerra ha termine. Ciononostante, i combattimenti continuano nei territori che la Razza controlla ancora, specialmente in Cina dove una determinata insurrezione comunista sotto la guida di Mao Zedong cerca di liberare il paese. L'armata rossa continua a rimuovere le residue unità tedesche dell'invasione.
È chiaro che la pace è solo temporanea. La Razza non ha riconosciuto il diritto delle potenze umane alla loro indipendenza e ufficialmente intende conquistare il mondo intero in un momento successivo. La Germania nazista apparentemente è ancora impaziente di usare la forza per scacciare completamente la Razza dal pianeta, anche se forse non nell'immediato futuro. Nell'Unione Sovietica, Stalin assicura Molotov che la guerra con la Razza e le altre potenze umane è inevitabile, specialmente dopo che arriverà una seconda ondata di coloni alieni attesa per gli anni Sessanta. Gli Stati Uniti d'America iniziano un lungo processo di ricostruzione dalle rovine.

## Edizioni
- (EN) Harry Turtledove, Worldwar: Striking the Balance, Del Rey Books, 1996, ISBN 0-345-40550-1. Ospitato su Internet Archive.
- Harry Turtledove, Invasione: Atto finale, collana Narrativa Nord, traduzione di Gianluigi Zuddas, n. 90, Editrice Nord, 1997, ISBN 88-429-0973-4.
- Harry Turtledove, Invasione: Atto finale, collana TEADue, traduzione di Gianluigi Zuddas, n. 1185, Editori Associati, 2004, ISBN 88-502-0607-0.